# Roman Mrázek
Roman Mrázek (né le 21 janvier 1962 à Sokolov) est un athlète tchécoslovaque devenu slovaque à la scission spécialiste de la marche athlétique.

## Biographie

### Palmarès
| Date | Compétition                    | Lieu         | Résultat | Épreuve        | Performance     |
| ---- | ------------------------------ | ------------ | -------- | -------------- | --------------- |
| 1983 | Championnats du monde          | Helsinki     | 27e      | 20 km marche   | 1 h 27 min 46 s |
| 1985 | Jeux mondiaux en salle         | Paris        | 4e       | 5 000 m marche | 19 min 39 s 73  |
| 1986 | Championnats d'Europe          | Stuttgart    | 20e      | 50 km marche   | 4 h 27 min 28 s |
| 1987 | Championnats du monde en salle | Indianapolis | 4e       | 5 000 m marche | 18 min 47 s 95  |
| 1987 | Championnats d'Europe en salle | Liévin       | 3e       | 5 000 m marche | 19 min 10 s 77  |
| 1987 | Championnats du monde          | Rome         | 6e       | 20 km marche   | 1 h 23 min 01 s |
| 1988 | Championnats d'Europe en salle | Budapest     | 2e       | 5 000 m marche | 18 min 44 s 91  |
| 1988 | Jeux olympiques d'été          | Séoul        | 5e       | 20 km marche   | 1 h 20 min 43 s |
| 1988 | Jeux olympiques d'été          | Séoul        | 17e      | 50 km marche   | 3 h 50 min 46 s |
| 1989 | Championnats d'Europe en salle | La Haye      | 2e       | 5 000 m marche | 18 min 40 s 11  |
| 1989 | Championnats du monde en salle | Budapest     | 2e       | 5 000 m marche | 18 min 28 s 90  |
| 1991 | Championnats du monde          | Tokyo        | 15e      | 20 km marche   | 1 h 22 min 03 s |
| 1992 | Jeux olympiques d'été          | Barcelone    | 5e       | 50 km marche   | 3 h 55 min 21 s |
| 1995 | Championnats du monde          | Göteborg     | 27e      | 20 km marche   | 1 h 29 min 37 s |
| 1996 | Jeux olympiques d'été          | Atlanta      | 20e      | 50 km marche   | 3 h 58 min 20 s |

### Records
| Épreuve      | Performance     | Lieu       | Date              |
| ------------ | --------------- | ---------- | ----------------- |
| 20 km marche | 1 h 20 min 21 s | Hildesheim | 16 septembre 1990 |
| 50 km marche | 3 h 48 min 22 s | Poděbrady  | 20 avril 1997     |